# Forbestra juntana
Forbestra juntana är en fjärilsart som beskrevs av Richard Haensch 1903. Forbestra juntana ingår i släktet Forbestra och familjen praktfjärilar. Inga underarter finns listade i Catalogue of Life.